# Костогризівська сільська громада
Костогризівська сільська об'єднана територіальна громада — колишня об'єднана територіальна громада в Україні, в Каховському районі Херсонської області. Адміністративний центр — село Костогризове.
Площа громади — 136,94 км², населення — 2870 мешканці (2019).

## Населені пункти
До складу громади входили 4 села: Богданівка, Костогризове, Наталівка, та Семенівка.

## Історія
Утворена 2019 року шляхом об'єднання Костогризівської та Семенівської сільських рад Каховського району Херсонської області.
У 2020 році, відповідно до розпорядження Кабінету Міністрів України № 726-р від 12 червня 2020 року «Про визначення адміністративних центрів та затвердження територій територіальних громад Херсонської області», територію та населені пункти громади включено до складу Зеленопідської сільської територіальної громади Каховського району Херсонської області.